# Dudeștii Noi
Dudeștii Noi (in passato Beșenova Nouă, in ungherese Ujbesenyö, in tedesco Neubeschenowa, in serbo Нова Бешенова?, Nova Bešenova) è un comune della Romania di 2501 abitanti, ubicato nel distretto di Timiș, nella regione storica del Banato. 
Dudeștii Noi è divenuto comune autonomo nel 2004, staccandosi dal comune di Becicherecu Mic.